# Crash Bandicoot: On the Run!
Crash Bandicoot: On the Run! – komputerowa gra platformowa typu „endless runner”, wyprodukowana i wydana przez Kinga przy współpracy z wydawcą Activision. Gra nawiązuje do wcześniejszych gier z serii Crash Bandicoot.
We wrześniu 2020 roku na oficjalnej stronie ogłoszono i opublikowano formularz rejestracji użytkowników w celu przetestowania gry w fazie beta. Skórka Blue Hyera dla Crasha została nadana graczom, który zarejestrowali się przed oficjalnym wydaniem gry. Gra została wydana 25 marca 2021 r.

## Rozgrywka
Gracz wciela się w automatycznie biegnącą do przodu postać, a jego zadaniem jest to, aby postać ominęła wszystkie przeszkody, którymi są m.in.: wybuchowe skrzynki, przeciwnicy, przepaście itd. Czasem gracz może natrafić na bossów, które musi pokonać przy użyciu m.in. broni oraz skoków.

## Fabuła
Doktor Neo Cortex rozpoczyna kradzież klejnotów mocy by móc aktywować portale do różnych miejsc w czasoprzestrzeni, aby on oraz jego pomocnicy przejęli władzę nad światem i multiwersum. Z pomocą swojej siostry Coco, Crash ma zadanie pokonać ich przy użyciu różnych broni, odzyskać klejnoty i przywrócić pokój w multiwersum.

## Odbiór
Po premierze gry 25 marca, gra została pobrana ponad 8 mln razy jednego dnia. Kilka tygodni wcześniej gra została pobrana kilka milionów razy w wersji przedpremierowej.
Harry Slater z Gamezebo w swojej recenzji pochwalił dostępność i prezentacje gry, ale uznał ją za standardowy, lecz solidny auto-runner.
Gra na agregatorze Metacritic uzyskała ocenę 59/100.